# Tiberius Gracchus

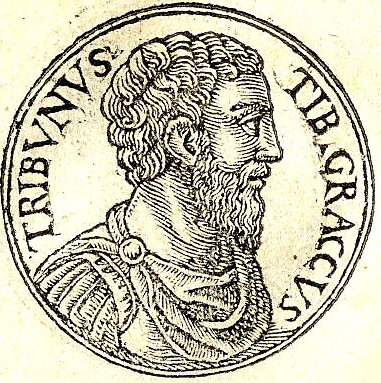
Tiberius Gracchus. Fantasifullt porträtt från 1500-talet.

Tiberius Sempronius Gracchus, född omkring 162 f.Kr., mördad 133 f.Kr. var en romersk politiker och folktribun. Han tillträdde ämbetet den 10 december 134 f.Kr. och genomdrev såsom tribun en historisk jordbruksreform under år 133 f.Kr.
Tiberius Gracchus tillhörde de förnämsta kretsarna av den senatoriska aristokratin. Han var son till statsmannen och namnen Tiberius Sempronius Gracchus och bror till Gaius Gracchus. Hans mor Cornelia var dotter till den äldre Scipio Africanus, och hade som änka tackat nej till att gifta sig med en egyptisk prins som sedermera blev kung (Ptolemaios VIII Euergetes). Tiberius syster var gift med sin kusin, Scipio den yngre.
Under 100-talet före Kristus samlades romarrikets jord alltmer i storgods, drivna som boskapsfarmer med slavar som arbetare. Näringslivet försköts från jordbruk till handel och hantverk; den självägande bondeklassen hotade att dö ut, och därmed rekryteringen av härarna till Roms imperialistiska politik. Samtidigt ledde den stora mängden slavar till att slavuppror bröt ut på olika håll.
En krets av senatorer, som Gracchus far tillhört, hade försökt hindra denna utveckling. Gracchus själv fortsatte som folktribun detta arbete, och föreslog införandet av en lag, som inskränkte innehav av statsjord. För att hindra detta förslag inlade en likaberättigad tribun veto. Gracchus gav sig då in på revolutionära banor. Stödd av grekiska teorier om folkviljan som statens högsta lag, lät han folkförsamlingen avsätta motståndaren. Jordreduktionen beslutades, en tremannakommission skulle utföra beslutet. När Gracchus mot all tradition sökte bli tribun även för år 132 f.Kr., uppstod tumult vid valet, och Gracchus blev dödad. Reduktionen lamslogs i stort men hade redan skapat många nya självägande bönder.

### Fotnoter
1. 1 2  Goldsworthy, Adrian Keith (2006). Kejsare och generaler: männen bakom Roms framgångar. Historiska media. sid. 115. ISBN 978-91-85057-70-2. Läst 14 januari 2025
2. ↑  Hildebrand, Hans; Hjärne, Harald; Pflugk-Harttung, Julius von. ”459 (Världshistoria / Forntiden)”. runeberg.org. https://runeberg.org/vrldhist/1/0479.html. Läst 11 juni 2021.
3. ↑  Hildebrand, Hans; Hjärne, Harald; Pflugk-Harttung, Julius von. ”458 (Världshistoria / Forntiden)”. runeberg.org. https://runeberg.org/vrldhist/1/0478.html. Läst 11 juni 2021.